# Канзас Сити (Мисури)
Вижте пояснителната страница за други значения на Канзас Сити.
Канзас Сити (на английски: Kansas City) е най-големият град в щата Мисури, Съединените американски щати.
Има население от 444 965 жители (2005), общата му площ е 823,7 km².
Заедно с разположения на другия бряг на река Мисури едноименен град в щата Канзас образува метрополен регион Канзас Сити.
Сред прякорите на града е „Градът на фонтаните“, тъй като е на 2-ро място от градовете в света (след Рим) по брой фонтани – с над 200 фонтана.

## Побратимени градове
- Гуадалахара, Мексико
- Мец, Франция
- Севиля, Испания
- Хановер, Германия

## Известни личности
Родени в Канзас Сити
- Едуард Аснър (р. 1929), актьор
- Крис Купър (р. 1951), актьор
- Робърт Олтмън (1925 – 2006), режисьор
- Бъртън Руше (1910 – 1994), писател
- Даян Уийст (р. 1948), актриса
- Дон Чийдъл (р. 1964), актьор

Починали в Канзас Сити
- Фатс Уолър (1904 – 1943), музикант